# Batangafo
Batangafo är en ort i Centralafrikanska republiken.   Den ligger i prefekturen Ouham, i den västra delen av landet, 300 km norr om huvudstaden Bangui. Batangafo ligger 425 meter över havet och antalet invånare är 15 310.
Terrängen runt Batangafo är platt. Det finns inga andra samhällen i närheten. 
Omgivningarna runt Batangafo är huvudsakligen savann. Runt Batangafo är det mycket glesbefolkat, med 4 invånare per kvadratkilometer.